# Nagoya Grampus 2013
Questa voce raccoglie le informazioni riguardanti il Nagoya Grampus nelle competizioni ufficiali della stagione 2013.

## Stagione
Il club, guidato dal serbo Dragan Stojković, ha raggiunto l'undicesimo posto in classifica in campionato, frutto di 13 vittorie, 8 pareggi e 13 sconfitte. In Coppa Yamazaki Nabisco il club non ha superato la fase a gironi, qualificandosi quarto nel girone B. In Coppa dell'Imperatore il club non ha superato il secondo turno, venendo sconfitto per 2-0 dal Nagano Parceiro.

## Maglie e sponsor
Vengono confermati gli sponsor ufficiali della stagione precedente (Toyota, Toyota Finance e Aisin Seki): per quanto riguarda l'aspetto della maglia, la Le Coq Sportif crea dei motivi decorativi a cascata di diverse tonalità arancione.
| Manica sinistra · Maglietta · Maglietta · Manica destra · Pantaloncini · Calzettoni | Manica sinistra · Maglietta · Maglietta · Manica destra · Pantaloncini · Calzettoni |  |

## Rosa
| N. |                               | Ruolo | Calciatore        |
| -- | ----------------------------- | ----- | ----------------- |
| 1  | Giappone (bandiera)           | P     | Seigō Narazaki    |
| 3  | Giappone (bandiera)           | D     | Yusuke Muta       |
| 4  | Giappone (bandiera)           | D     | Túlio             |
| 5  | Giappone (bandiera)           | D     | Takahiro Masukawa |
| 6  | Giappone (bandiera)           | D     | Shōhei Abe        |
| 7  | Giappone (bandiera)           | C     | Naoshi Nakamura   |
| 8  | Giappone (bandiera)           | C     | Jungo Fujimoto    |
| 9  | Macedonia del Nord (bandiera) | C     | Nikola Jakimovski |
| 10 | Giappone (bandiera)           | C     | Yoshizumi Ogawa   |
| 11 | Giappone (bandiera)           | A     | Keiji Tamada      |
| 13 | Giappone (bandiera)           | C     | Ryōta Isomura     |
| 15 | Giappone (bandiera)           | D     | Yūki Honda        |
| 16 | Australia (bandiera)          | A     | Joshua Kennedy    |
| 18 | Giappone (bandiera)           | A     | Kensuke Nagai     |
| 19 | Giappone (bandiera)           | A     | Kishō Yano        |
| 20 | Colombia (bandiera)           | C     | Danilson Córdoba  |

| N. |                     | Ruolo | Calciatore       |
| -- | ------------------- | ----- | ---------------- |
| 21 | Giappone (bandiera) | P     | Kōji Nishimura   |
| 22 | Brasile (bandiera)  | D     | Daniel           |
| 23 | Giappone (bandiera) | D     | Yōsuke Ishibitsu |
| 24 | Giappone (bandiera) | D     | Nikki Havenaar   |
| 25 | Giappone (bandiera) | C     | Reo Mochizuki    |
| 26 | Brasile (bandiera)  | A     | Thiago           |
| 27 | Giappone (bandiera) | C     | Ryota Tanabe     |
| 28 | Giappone (bandiera) | C     | Taishi Taguchi   |
| 29 | Giappone (bandiera) | D     | Kazuki Satō      |
| 30 | Giappone (bandiera) | C     | Taisuke Mizuno   |
| 31 | Giappone (bandiera) | A     | Motoki Takahara  |
| 32 | Giappone (bandiera) | D     | Hayuma Tanaka    |
| 35 | Giappone (bandiera) | C     | Teruki Tanaka    |
| 38 | Giappone (bandiera) | P     | Ryosuke Kojima   |
| 50 | Giappone (bandiera) | P     | Yoshinari Takagi |

## Calciomercato

### Sessione invernale
| Acquisti | Acquisti          | Acquisti        | Acquisti               |
| R.       | Nome              | da              | Modalità               |
| -------- | ----------------- | --------------- | ---------------------- |
| D        | Yusuke Muta       | Fukuoka Daigaku | definitivo             |
| D        | Yūki Honda        | Hannan Daigaku  | definitivo             |
| D        | Tatsuya Arai      | Gifu            | fine prestito          |
| C        | Nikola Jakimovski | Javor Ivanjica  | definitivo (300.000 €) |
| C        | Reo Mochizuki     | Shiga Yasu      | definitivo             |
| A        | Kishō Yano        | Albirex Niigata | definitivo             |
| A        | Thiago Pereira    | Shiga Yasu      | definitivo             |

| Cessioni | Cessioni        | Cessioni         | Cessioni               |
| R.       | Nome            | a                | Modalità               |
| -------- | --------------- | ---------------- | ---------------------- |
| D        | Tatsuya Arai    | Gifu             | definitivo             |
| C        | Keiji Yoshimura | Ehime            | definitivo             |
| C        | Mū Kanazaki     | Norimberga       | definitivo             |
| C        | Makito Yoshida  | Matsumoto Yamaga | definitivo             |
| C        | Alex            | Tochigi          | definitivo             |
| A        | Yūki Maki       |                  | svincolato             |
| A        | Kensuke Nagai   | Standard Liegi   | definitivo (340.000 €) |

### Sessione estiva
| Acquisti | Acquisti      | Acquisti       | Acquisti |
| R.       | Nome          | da             | Modalità |
| -------- | ------------- | -------------- | -------- |
| A        | Kensuke Nagai | Standard Liegi | prestito |

| Cessioni | Cessioni       | Cessioni | Cessioni |
| R.       | Nome           | a        | Modalità |
| -------- | -------------- | -------- | -------- |
| C        | Taisuke Mizuno | Gifu     | prestito |

## Risultati

### Campionato

#### Girone di andata
| Arbitro: | Takeshi Hara |

|           |           |            |
| Túlio 35’ | Marcatori | 71’ Yamada |

| Arbitro: | Ryuji Sato |

|            |           |  |
| Ugajin 54’ | Marcatori |  |

| Arbitro: | Yoshiro Imamura |

|  |           |             |
|  | Marcatori | 90+4’ Honda |

| Arbitro: | Hiroyoshi Takayama |

|                      |           |  |
| Tamada 45’ Ogawa 86’ | Marcatori |  |

| Arbitro: | Takuto Okabe |

|                                    |           |                                   |
| Kudo 4’, 63’ Leandro Domingues 14’ | Marcatori | 3’ Tanaka 49’ Masukawa 71’ Tamada |

| Arbitro: | Hiroyuki Kimura |

|                              |           |  |
| Tamada 13’ (rig.) Tanaka 32’ | Marcatori |  |

| Arbitro: | Tomohiro Inoue |

|                                                |           |             |
| Severino 45+4’ (rig.), 51’ (rig.) Watanabe 59’ | Marcatori | 30’ Kennedy |

| Arbitro: | Yoshiro Imamura |

|           |           |            |
| Ogawa 48’ | Marcatori | 67’ Aoyama |

| Arbitro: | Ryuji Sato |

|                              |           |              |
| Kobayashi 45+2’ Yamamoto 87’ | Marcatori | 83’ Fujimoto |

| Arbitro: | Jumpei Iida |

|  |           |                           |
|  | Marcatori | 28’ Kakuda 58’ Yanagisawa |

| Arbitro: | Yuichi Nishimura |

|                    |           |                          |
| Kennedy 50’ (rig.) | Marcatori | 63’ Marquinhos 74’ Hyodo |

| Arbitro: | Masaaki Iemoto |

|                                   |           |           |
| Endo 40’ Nakamura 66’ Osako 90+4’ | Marcatori | 24’ Ogawa |

| Arbitro: | Futoshi Nakamura |

|              |           |               |
| Ogawa 9’ 89’ | Marcatori | 13’ Muramatsu |

| Arbitro: | Jumpei Iida |

|                            |           |             |
| Novakovič 62’ Hasegawa 65’ | Marcatori | 7’ Nakamura |

| Arbitro: | Minoru Tojo |

|                                     |           |                     |
| Kennedy 12’ Tamada 61’ Fujimoto 81’ | Marcatori | 39’ Noda 63’ Toyoda |

| Arbitro: | Nobutsugu Murakami |

|             |           |                      |
| Matsuda 78’ | Marcatori | 35’ Tamada 67’ Ogawa |

#### Girone di ritorno
| Arbitro: | Yuichi Nishimura |

|                                   |           |             |
| Kennedy 10’ (rig.) 76’ Tamada 41’ | Marcatori | 90+3’ Osako |

| Arbitro: | Ryuji Sato |

|                         |           |                                        |
| Yamada 29’ Kanazono 82’ | Marcatori | 8’ Ogawa 61’ (rig.) Kennedy 81’ Tamada |

| Arbitro: | Jumpei Iida |

|                        |           |  |
| Tamada 60’ Kennedy 64’ | Marcatori |  |

| Arbitro: | Masaaki Iemoto |

|           |           |             |
| Mikić 77’ | Marcatori | 90+2’ Túlio |

| Arbitro: | Toshimitsu Yoshida |

|          |           |              |
| Yano 88’ | Marcatori | 87’ Kakitani |

| Arbitro: | Takuto Okabe |

|                 |           |             |
| Kennedy 75’ 79’ | Marcatori | 66’ Matsuda |

| Arbitro: | Koichiro Fukushima |

|              |           |              |
| Mizunuma 50’ | Marcatori | 35’ Masukawa |

| Arbitro: | Masaaki Toma |

|                         |           |              |
| Radončić 59’ Omae 90+3’ | Marcatori | 52’ Masukawa |

| Arbitro: | Futoshi Nakamura |

|  |           |                            |
|  | Marcatori | 38’ Hasegawa 88’ Vučićević |

| Arbitro: | Minoru Tojo |

|              |           |                      |
| Tanaka 90+6’ | Marcatori | 33’ Okubo 84’ Moriya |

| Arbitro: | Yuichi Nishimura |

|         |           |                    |
| Ono 83’ | Marcatori | 75’ (rig.) Kennedy |

| Arbitro: | Koichiro Fukushima |

|                  |           |            |
| Wilson 48’ 90+3’ | Marcatori | 56’ Tamada |

| Arbitro: | Kenji Ogiya |

|               |           |               |
| Túlio 67’ 86’ | Marcatori | 37’ Novakovič |

| Arbitro: | Ryuji Sato |

|           |           |                                |
| Hyodo 51’ | Marcatori | 8’ (rig.) Kennedy 53’ Fujimoto |

| Arbitro: | Nobutsugu Murakami |

|                            |           |                  |
| Ogawa 19’ 60’ Daniel 90+3’ | Marcatori | 41’ Ota 81’ Kudo |

| Nagoya 30 novembre 2013, ore 18:00 UTC+9 | Nagoya Grampus | 0 – 0 referto | Ventforet Kofu | Mizuho Athletic Stadium (26.369 spett.)\| Arbitro: \| Hajime Matsuo \| |
| Arbitro:                                 | Hajime Matsuo  |               |                |                                                                        |

| Arbitro: | Takuya Maeda |

|                         |           |  |
| Kawamata 65’ Tanaka 83’ | Marcatori |  |

### Coppa Yamazaki Nabisco

#### Fase a gironi
| Arbitro: | Koichiro Fukushima |

|            |           |              |
| Tamada 69’ | Marcatori | 47’ Kakitani |

| Arbitro: | Toshimitsu Yoshida |

|           |           |                         |
| Ikeda 19’ | Marcatori | 15’ Jakimovski 75’ Yano |

| Tokyo 3 aprile 2013, ore 21:00 UTC+9 3ª giornata | FC Tokyo          | 0 – 0 referto | Nagoya Grampus | Tokyo Stadium (9.900 spett.)\| Arbitro: \| Ichiro Matsubashi \| |
| Arbitro:                                         | Ichiro Matsubashi |               |                |                                                                 |

| Arbitro: | Yudai Yamamoto |

|                  |           |               |
| Túlio 69’ (rig.) | Marcatori | 19’ Morishima |

| Arbitro: | Hajime Matsuo |

|             |           |  |
| Juninho 23’ | Marcatori |  |

| Arbitro: | Takuya Maeda |

|                                |           |               |
| Léo Silva 3’ (aut.) Tamada 24’ | Marcatori | 41’ Léo Silva |

### Coppa dell'Imperatore
| Nagoya 8 settembre 2013 Secondo turno                  | Nagoya Grampus | 0 – 2 referto        | Nagano Parceiro | Mizuho Athletic Stadium (3.134 spett.) |
| \| \| \| \| \| \| Marcatori \| 13’ Sato 41’ Arinaga \| |                |                      |                 |                                        |
|                                                        |                |                      |                 |                                        |
|                                                        | Marcatori      | 13’ Sato 41’ Arinaga |                 |                                        |

## Statistiche

### Statistiche di squadra
| Competizione           | Punti | Totale | Totale | Totale | Totale | Totale | Totale | D.R. |
| Competizione           | Punti | G      | V      | N      | P      | Gf     | Gs     | D.R. |
| ---------------------- | ----- | ------ | ------ | ------ | ------ | ------ | ------ | ---- |
| J.League Division 1    | 47    | 34     | 13     | 8      | 13     | 47     | 48     | -1   |
| Coppa dell'Imperatore  | -     | 1      | 0      | 0      | 1      | 0      | 2      | -2   |
| Coppa Yamazaki Nabisco | 9     | 6      | 2      | 3      | 1      | 6      | 5      | +1   |
| Totale                 | 56    | 41     | 15     | 11     | 15     | 53     | 55     | -2   |

### Statistiche dei giocatori
| Giocatore     | J.League Division 1 | J.League Division 1 | J.League Division 1 | J.League Division 1 | Coppa Yamazaki Nabisco | Coppa Yamazaki Nabisco | Coppa Yamazaki Nabisco | Coppa Yamazaki Nabisco | Coppa dell'Imperatore | Coppa dell'Imperatore | Coppa dell'Imperatore | Coppa dell'Imperatore | Totale   | Totale | Totale      | Totale     |
| Giocatore     | Presenze            | Reti                | Ammonizioni         | Espulsioni          | Presenze               | Reti                   | Ammonizioni            | Espulsioni             | Presenze              | Reti                  | Ammonizioni           | Espulsioni            | Presenze | Reti   | Ammonizioni | Espulsioni |
| ------------- | ------------------- | ------------------- | ------------------- | ------------------- | ---------------------- | ---------------------- | ---------------------- | ---------------------- | --------------------- | --------------------- | --------------------- | --------------------- | -------- | ------ | ----------- | ---------- |
| S. Narazaki   | 34                  | -48                 | 1                   | 0                   | 6                      | -5                     | 0                      | 0                      | 1                     | -2                    | 0                     | 0                     | 41       | -55    | 1           | 0          |
| Y. Muta       | 8                   | 0                   | 0                   | 0                   | 0                      | 0                      | 0                      | 0                      | 0                     | 0                     | 0                     | 0                     | 8        | 0      | 0           | 0          |
| Túlio         | 27                  | 3                   | 4                   | 1                   | 4                      | 1                      | 1                      | 0                      | 0                     | 0                     | 0                     | 0                     | 31       | 4      | 5           | 1          |
| T. Masukava   | 28                  | 3                   | 7                   | 0                   | 6                      | 0                      | 1                      | 0                      | 1                     | 0                     | 0                     | 0                     | 35       | 3      | 8           | 0          |
| S. Abe        | 32                  | 0                   | 1                   | 0                   | 5                      | 0                      | 0                      | 0                      | 1                     | 0                     | 0                     | 0                     | 38       | 0      | 1           | 0          |
| N. Nakamura   | 20                  | 1                   | 6                   | 0                   | 3                      | 0                      | 0                      | 0                      | 0                     | 0                     | 0                     | 0                     | 23       | 1      | 6           | 0          |
| J. Fujimoto   | 28                  | 3                   | 5                   | 0                   | 2                      | 0                      | 0                      | 0                      | 1                     | 0                     | 0                     | 0                     | 31       | 3      | 5           | 0          |
| N. Jakimovski | 15                  | 0                   | 2                   | 0                   | 6                      | 1                      | 1                      | 0                      | 1                     | 0                     | 0                     | 0                     | 22       | 1      | 3           | 0          |
| Y. Ogawa      | 33                  | 9                   | 3                   | 0                   | 4                      | 0                      | 0                      | 0                      | 1                     | 0                     | 0                     | 0                     | 38       | 9      | 3           | 0          |
| K. Tamada     | 31                  | 9                   | 1                   | 0                   | 6                      | 2                      | 0                      | 0                      | 1                     | 0                     | 0                     | 0                     | 38       | 11     | 1           | 0          |
| R. Isomura    | 6                   | 0                   | 2                   | 0                   | 3                      | 0                      | 2                      | 0                      | 0                     | 0                     | 0                     | 0                     | 9        | 0      | 4           | 0          |
| Y. Honda      | 5                   | 1                   | 2                   | 0                   | 2                      | 0                      | 0                      | 0                      | 0                     | 0                     | 0                     | 0                     | 7        | 1      | 2           | 0          |
| J. Kennedy    | 27                  | 12                  | 6                   | 0                   | 2                      | 0                      | 0                      | 0                      | 0                     | 0                     | 0                     | 0                     | 29       | 12     | 6           | 0          |
| K. Nagai      | 14                  | 0                   | 2                   | 0                   | 0                      | 0                      | 0                      | 0                      | 1                     | 0                     | 0                     | 0                     | 15       | 0      | 2           | 0          |
| K. Yano       | 29                  | 1                   | 3                   | 0                   | 5                      | 1                      | 0                      | 0                      | 1                     | 0                     | 0                     | 0                     | 35       | 2      | 3           | 0          |
| D. Córdoba    | 29                  | 0                   | 3                   | 0                   | 6                      | 0                      | 0                      | 0                      | 1                     | 0                     | 1                     | 0                     | 36       | 0      | 4           | 0          |
| K. Nishimura  | 0                   | 0                   | 0                   | 0                   | 0                      | 0                      | 0                      | 0                      | 0                     | 0                     | 0                     | 0                     | 0        | 0      | 0           | 0          |
| Daniel        | 24                  | 1                   | 5                   | 0                   | 2                      | 0                      | 1                      | 0                      | 1                     | 0                     | 1                     | 0                     | 27       | 1      | 7           | 0          |
| Y. Ishibitsu  | 1                   | 0                   | 0                   | 0                   | 1                      | 0                      | 0                      | 0                      | 1                     | 0                     | 0                     | 1                     | 3        | 0      | 0           | 1          |
| N. Havenaar   | 1                   | 0                   | 0                   | 0                   | 1                      | 0                      | 0                      | 0                      | 0                     | 0                     | 0                     | 0                     | 2        | 0      | 0           | 0          |
| R. Mochizuki  | 1                   | 0                   | 0                   | 0                   | 0                      | 0                      | 0                      | 0                      | 0                     | 0                     | 0                     | 0                     | 1        | 0      | 0           | 0          |
| Thiago        | 0                   | 0                   | 0                   | 0                   | 0                      | 0                      | 0                      | 0                      | 0                     | 0                     | 0                     | 0                     | 0        | 0      | 0           | 0          |
| R. Tanabe     | 4                   | 0                   | 0                   | 0                   | 4                      | 0                      | 0                      | 0                      | 0                     | 0                     | 0                     | 0                     | 8        | 0      | 0           | 0          |
| T. Taguchi    | 25                  | 0                   | 2                   | 1                   | 4                      | 0                      | 1                      | 0                      | 1                     | 0                     | 0                     | 0                     | 30       | 0      | 3           | 1          |
| K. Sato       | 0                   | 0                   | 0                   | 0                   | 0                      | 0                      | 0                      | 0                      | 0                     | 0                     | 0                     | 0                     | 0        | 0      | 0           | 0          |
| T. Mizuno     | 0                   | 0                   | 0                   | 0                   | 0                      | 0                      | 0                      | 0                      | 0                     | 0                     | 0                     | 0                     | 0        | 0      | 0           | 0          |
| M. Takahara   | 0                   | 0                   | 0                   | 0                   | 0                      | 0                      | 0                      | 0                      | 0                     | 0                     | 0                     | 0                     | 0        | 0      | 0           | 0          |
| H. Tanaka     | 34                  | 1                   | 2                   | 0                   | 5                      | 0                      | 1                      | 0                      | 0                     | 0                     | 0                     | 0                     | 39       | 1      | 3           | 0          |
| T. Tanaka     | 16                  | 2                   | 0                   | 0                   | 6                      | 0                      | 1                      | 0                      | 1                     | 0                     | 0                     | 0                     | 23       | 2      | 1           | 0          |
| R. Kojima     | 0                   | 0                   | 0                   | 0                   | 0                      | 0                      | 0                      | 0                      | 0                     | 0                     | 0                     | 0                     | 0        | 0      | 0           | 0          |
| Y. Tagaki     | 0                   | 0                   | 0                   | 0                   | 0                      | 0                      | 0                      | 0                      | 0                     | 0                     | 0                     | 0                     | 0        | 0      | 0           | 0          |